# Paul de La Gironière
Paul Proust de La Gironière est un explorateur et aventurier nantais, né le 17 août 1797 à Vertou près de Nantes et mort le 23 mars 1862 à Calauan (province de Laguna, Philippines). Il a vécu longtemps aux Philippines ; il a écrit sur ses expériences là-bas. Ce gentilhomme breton, qui a été tour à tour chirurgien de marine, fermier, aventurier et homme d'affaires, fut un homme bon, droit, honnête et intelligent. Arrivé aux Philippines en 1819, il y créa l'hacienda de Jalajala (aujourd'hui dans la province de Rizal). Parmi ses activités : l'élevage porcin ainsi que la plantation d'indigo, de canne à sucre et de café. L'homme de sciences qu'il était a su allier la rigueur scientifique avec l'esprit d'aventure. 

## Biographie
Paul Proust de La Gironière est le fils d'un capitaine au régiment d'Auvergne ruiné par la Révolution, le petit-fils du médecin François Bonamy et l'arrière petit-fills du maire de Nantes Julien Proust.
Tout de suite après l'obtention de son diplôme de chirurgien de marine, il s'embarque sur la goélette La Victorine. Il voyage pendant deux ans entre l’île Bourbon (aujourd'hui La Réunion) et la France avant de se retrouver sur Le Cultivateur en partance pour Manille. Bloqué involontairement à terre à cause d'une quarantaine, il reste vingt-cinq ans aux Philippines et y fait une grande partie de sa vie. Très vite après son installation, il connaît le succès dans l'exercice de la médecine. 
En 1823, il épouse à Manille la marquise de Las Salinas. 
Peu après, La Gironière achète une concession de terre à la couronne d'Espagne et en 1824 il crée l'hacienda de Jala-Jala sur les rives de la Laguna de Bay. La ferme ainsi établie aura à son apogée plusieurs milliers de têtes de bétail, de chevaux, de moutons et de porcs. Il y emploie 1 200 ouvriers logés sur la ferme et 1 500 logés à l'extérieur. Il produit du café, du sucre, du riz, de l'indigo, de l'abaca et élève du bétail et des cochons.
Scientifique, Paul de La Gironière a mis au point une nouvelle méthode pour améliorer le processus d'extraction de l'indigo. Son sucre de canne est une variété des îles Sandwich dont les nœuds sont plus espacés que ceux de la variété locale. Il crée une race de porc d'un meilleur rendement, le Berkjala, croisement entre l'espèce du Berkshire et celle de la province de Laguna. Le 23 juin 1837, les efforts de La Gironière dans le domaine de l'horticulture et de l'agriculture sont reconnus par un prix de la Real Sociedad Económica de Amigos del País (es) de Manila ; il reçoit cette récompense alors que sa plantation de café est prête pour la deuxième récolte.
Aventurier dans l'âme, il parcourt l'intérieur des Philippines et visite notamment les sociétés traditionnelles de la cordillère du nord de Luzon. Il rencontre des Itneg (en) (également appelés Tinggian) et il est l'un des premiers Blancs à décrire une fête de retour d'une guerre victorieuse. Il va voir ensuite des Kalinga. Puis en revenant, il parvient à prendre contact avec des Aeta.
Le malheur le frappe durement en 1837 et 1838 : son épouse et ses deux enfants meurent les uns après les autres. Le ressort est cassé et il vend son hacienda à l'un de ses compatriotes, Prosper Vidie (frère de Lucien Vidie). En 1841, il se remarie à Nantes avec Elisa de Terwangne, Deux enfants naissent de cette union dont un garçon, Prosper, d'où proviennent les actuels descendants de la famille Proust de La Gironière, et une fille, mariée à Léon Joüon. Le malheur continue car sa deuxième épouse meurt en 1846.
En 1857, il retourne aux Philippines où il crée une nouvelle entreprise, la Sucrerie des Philippines, à Calauan au sud de la Laguna de Bay. Parmi les actionnaires, nous trouvons l'illustre famille philippine des Roxas. Il meurt subitement en mars 1862 ; il y a de fortes présomptions pour qu'il ait été assassiné car son ami Lafon, arrivé aux Philippines peu après sa mort, a observé des faits bizarres, et d'autant plus que tout avait disparu, l'argent, les papiers et même un associé, un certain M. Stock.
Son livre, Aventures d'un gentilhomme breton aux îles Philippines, a été traduit en anglais et réédité au moins sept fois par les Philippins.

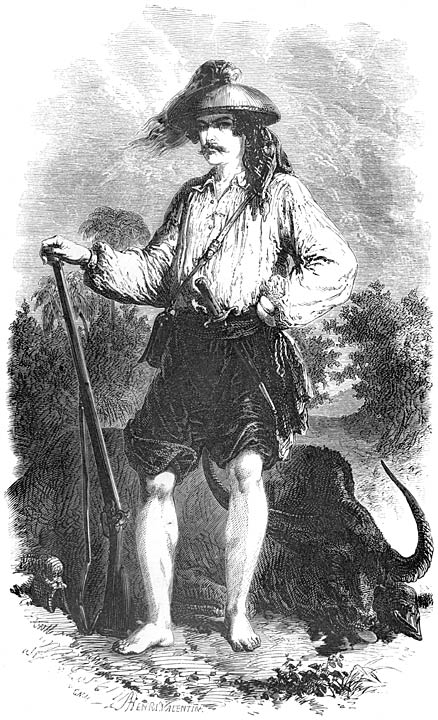
Paul de La Gironière au début du XIXe siècle.
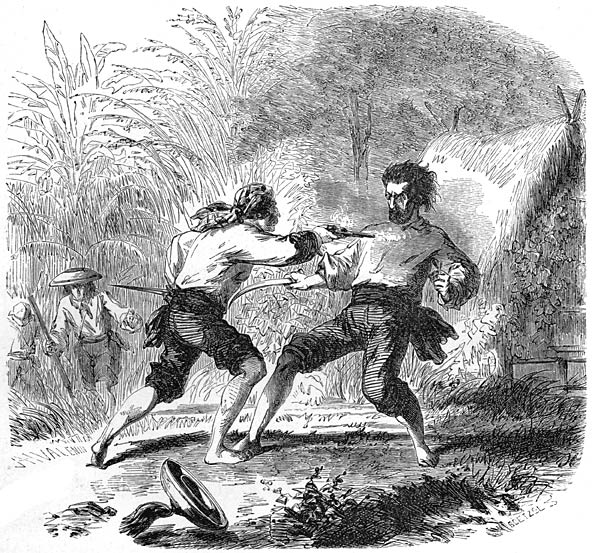
Paul de La Gironiière tirant sur le bandit Cajoui.
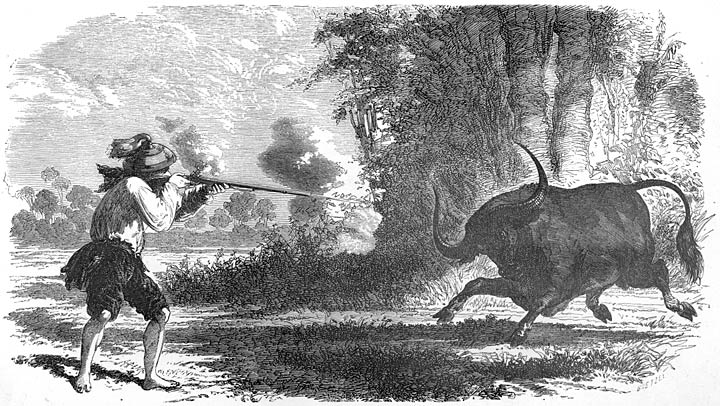
Paul de La Gironière tuant un buffle.

## Hommage

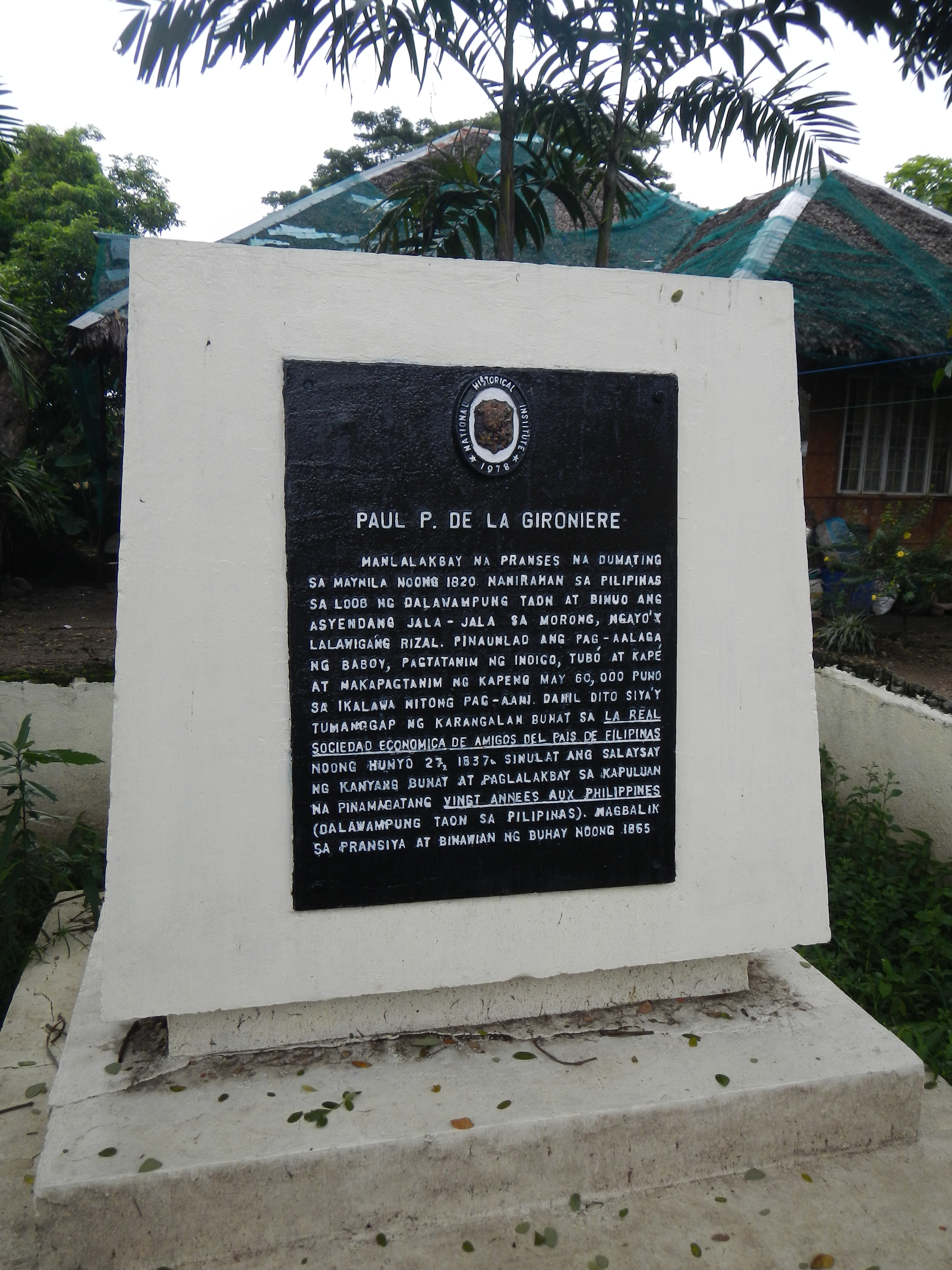
Plaque commémorative (Jalajala).

En décembre 1980, sur la place du village de Jalajala, en présence des autorités philippines, de l'ambassadeur de France et d'universitaires, une plaque commémorative a été inaugurée rappelant que la création de cette ville et tout ce qui l'entoure a été réalisée par un Français, Paul Proust de La Gironière.

## Écrits
- Vingt années aux Philippines, Paris (1853)
- Twenty years in the Philippines, Harper & Bros, New York (1854)
- Aventures d'un gentilhomme breton aux îles Philippines (1855)
- Adventures of a Frenchman in the Philippines, C.H. Clark, London, (1854)
- Mœurs indiennes et quelques pensées philosophiques pendant un voyage à Majaijai (1862)
- Journey to Majayjay
- Aventures d'un gentilhomme breton aux îles Philippines, Rennes, Les Portes du Large, 2001, 2-914612-04-4

## Études
- Denis Nardin, « Un français aux Philippines: La Gironière », Archipel, Paris,‎ 1977: 15-18.
- Bernard Pot, « Paul Proust de La Gironière », in Les Français aux Philippines. Escale aux Philippines, Perle de la mer d'Orient (catalogue de l'exposition de Lognes, 1999), pp. 16-20.